# Joel Madden
Joel Reuben Madden (Waldorf (Maryland), 11 maart 1979) is de zanger van de groep Good Charlotte en de tweelingbroer van Benji Madden.
Joels vader verliet het gezin op kerstavond toen Joel zestien jaar oud was, wat zorgde voor financiële problemen voor de familie. Joel en Benji moesten verschillende baantjes nemen om te helpen het gezin rond te laten komen.
Hoewel Joel en Benji geen muzikale ervaring hadden, besloten ze een bandje op te richten nadat ze een concert van Beastie Boys hadden gezien. De eerste band had de naam "The Benji, Joel, and Brian Band", welke zij gestart hadden met een vriend. De band bleef maar kort bestaan. Uiteindelijk vroegen Benji en Joel hun middelbareschoolvrienden Aaron Escolopio en Paul Thomas, en vormden Good Charlotte
De tweeling zelf schrijft alle nummers voor Good Charlotte.

## Persoonlijk leven
Madden werd op 11 januari 2008 vader van een dochter genaamd Harlow Winter Kate Richie-Madden. Die kreeg hij samen met Nicole Richie. Op 9 september 2009 kregen ze samen een zoon, Sparrow James Midnight Madden. Begin februari 2010 kondigden zij hun verloving aan. Het stel trouwde op 11 december 2010 op het landgoed van Lionel Richie.
- Bibsys: 6018029
- Gemeinsame Normdatei: 135311497
- International Standard Name Identifier: 0000 0000 5550 3087
- Library of Congress Control Number: no2005040063
- MusicBrainz: 42d67ddc-fe5e-425b-b37c-eb71340fc1ec
- Virtual International Authority File: 14501696
- WorldCat: E39PBJjT4BPPJxy7CpK6btWv73